# Mădălina Bereș
Mădălina Bereș  (ur. 3 lipca 1993 r. w Pașcani) – rumuńska wioślarka, brązowa medalistka igrzysk olimpijskich, mistrzyni świata, czterokrotna mistrzyni Europy.

## Igrzyska olimpijskie
Na igrzyskach zadebiutowała w 2016 roku w Rio de Janeiro. Wzięła udział w dwóch konkurencjach. W zawodach dwójki, razem z Laurą Opreą zajęły trzecie miejsce w finale B i zostały sklasyfikowane na dziewiątej pozycji. W rywalizacji ósemek zdobyła brązowy medal, tracąc do zwycięzcy 2,61 sekundy. Skład osady uzupełniły: Roxana Cogianu, Ioana Craciun, Mihaela Petrilă, Iuliana Popa, Laura Oprea, Adelina Cojocariu, Andreea Boghian i Daniela Druncea jako sternik.